# سن-ژوستن، کبک
سَن-ژوستَن (به فرانسوی: Saint-Justin) قصبه‌ای در منطقه شهری ماسکینونژه ناحیه موریسی در استان کبک کانادا است. در سرشماری سال ۲۰۱۱ این قصبه ۱٬۰۲۴ نفر جمعیت داشته‌است و مساحت آن ۸۲٫۴۶ کیلومتر مربع است.